# TOP10 2022-2023
Il TOP10 2022-23 fu il 93º campionato nazionale italiano di rugby a 15 di prima divisione.
Si tenne dal 1º ottobre 2022 al 27 maggio 2023 tra 10 squadre che si incontrarono nella stagione regolare per decidere le quattro semifinaliste ai play-off.
Per ragioni di sponsorizzazione il torneo fu noto come Peroni TOP10 2022-23 grazie ad accordo di naming siglato con il noto birrificio.
Rilevante il ritorno del CUS Torino in massima divisione, dalla quale mancava dal 1959-60.
Per la terza stagione di fila le finaliste furono Petrarca e Rovigo; Valorugby si confermò una presenza ormai fissa nei play-off, e l'altra emiliana, Colorno, si affacciò per la prima volta alle gare per lo scudetto, venendo complessivamente eliminata da Rovigo con un solo punto di scarto nei due incontri di semifinale
Allo stadio Lanfranchi di Parma si tenne una finale molto combattuta con una sola meta, del rodigino Stávile, e undici punti di Rovigo al piede contro i nove del Petrarca: i padovani campioni uscenti cedettero solo all'ultimo minuto quando un drop di Montemauri (miglior giocatore del campionato) scavò il solco virtuale che rese improbabile una rimonta, se pur teoricamente possibile in quanto la partita poteva essere portata in parità con una meta trasformata; il 16 a 9 finale valse a Rovigo il suo quattordicesimo scudetto, a pari merito del Petrarca, a uno di distanza dal Benetton e a quattro dall'Amatori Milano primatista da sempre del palmarès.
Si rese necessario uno spareggio per decidere la squadra retrocedenda in quanto Mogliano e CUS Torino terminarono appaiati in fondo alla classifica; una settimana dopo la fine della stagione regolare Mogliano vinse 23-13 lo spareggio sul campo neutro di Piacenza, condannando gli universitari piemontesi all'immediato ritorno in serie A.
Il valore delle marcature, come stabilito da World Rugby nel 2017, è: 5 punti per ciascuna meta (7 se trasformata), 7 punti per la meta tecnica, 3 punti per la realizzazione di ciascun calcio piazzato, idem per il drop.

## Squadre partecipanti
| Club       | Sponsor                         | Città           | Impianto interno                          |
| ---------- | ------------------------------- | --------------- | ----------------------------------------- |
| Calvisano  | Transvecta (servizi ambientali) | Calvisano       | Stadio San Michele                        |
| Colorno    | HBS (oleoidraulica)             | Colorno         | Stadio Gino Maini                         |
| CUS Torino |                                 | Torino          | CS Angelo Albonico                        |
| Fiamme Oro |                                 | Roma            | CS Polizia di Stato, caserma S. Gelsomini |
| Lyons      | Sitav (meccanica)               | Piacenza        | Stadio Walter Beltrametti                 |
| Mogliano   |                                 | Mogliano Veneto | Stadio Maurizio Quaggia                   |
| Petrarca   |                                 | Padova          | CS Memo Geremia                           |
| Rovigo     | Femi-CZ (portacavi)             | Rovigo          | Stadio Mario Battaglini                   |
| Valorugby  |                                 | Reggio Emilia   | Stadio Mirabello                          |
| Viadana    |                                 | Viadana         | Stadio Luigi Zaffanella                   |

## Stagione regolare

### Risultati
| 1-10-2022  | 1ª/10ª giornata         | 7-1-2023 |
| ---------- | ----------------------- | -------- |
| 30-30      | Calvisano – Valorugby   | 19-13    |
| 75-26      | Fiamme Oro – CUS Torino | 40-26    |
| 16-24      | Lyons – Colorno         | 0-43     |
| 54-6       | Petrarca – Mogliano     | 21-21    |
| 26-20      | Viadana – Rovigo        | 27-32    |
|            |                         |          |
| 22-10-2022 | 4ª/13ª giornata         | 4-3-2023 |
| 13-42      | Colorno – Valorugby     | 19-22    |
| 0-91       | CUS Torino – Petrarca   | 61-14    |
| 42-27      | Lyons – Viadana         | 32-5     |
| 20-45      | Mogliano – Fiamme Oro   | 22-25    |
| 36-0       | Rovigo – Calvisano      | 36-30    |
|            |                         |          |
| 3-12-2022  | 7ª/16ª giornata         | 1-4-2023 |
| 49-20      | Colorno – Mogliano      | 31-20    |
| 18-50      | CUS Torino – Rovigo     | 19-68    |
| 27-17      | Fiamme Oro – Viadana    | 16-27    |
| 22-15      | Petrarca – Calvisano    | 19-20    |
| 14-8       | Valorugby – Lyons       | 26-22    |

| 8-10-2022  | 2ª/11ª giornata        | 14-1-2023 |
| ---------- | ---------------------- | --------- |
| 37-31      | Colorno – Fiamme Oro   | 27-32     |
| 11-28      | CUS Torino – Viadana   | 19-24     |
| 27-25      | Mogliano – Calvisano   | 8-24      |
| 22-22      | Valorugby – Petrarca   | 27-45     |
| 34-12      | Rovigo – Lyons         | 15-17     |
|            |                        |           |
| 12-11-2022 | 5ª/14ª giornata        | 11-3-2023 |
| 35-27      | Colorno – CUS Torino   | 42-14     |
| 31-24      | Fiamme Oro – Lyons     | 20-16     |
| 23-15      | Petrarca – Rovigo      | 27-34     |
| 31-21      | Valorugby – Mogliano   | 33-14     |
| 10-33      | Viadana – Calvisano    | 39-21     |
|            |                        |           |
| 10-12-2022 | 8ª/17ª giornata        | 15-4-2023 |
| 6-20       | Calvisano – Colorno    | 3-28      |
| 19-28      | Fiamme Oro – Valorugby | 21-30     |
| 20-15      | Lyons – CUS Torino     | 14-30     |
| 38-12      | Rovigo – Mogliano      | 36-12     |
| 29-30      | Viadana – Petrarca     | 21-54     |

| 15-10-2022 | 3ª/12ª giornata        | 28-1-2023 |
| ---------- | ---------------------- | --------- |
| 35-30      | Calvisano – Lyons      | 11-10     |
| 33-29      | Fiamme Oro – Rovigo    | 10-26     |
| 10-15      | Petrarca – Colorno     | 18-16     |
| 43-19      | Valorugby – CUS Torino | 43-26     |
| 42-17      | Viadana – Mogliano     | 24-18     |
|            |                        |           |
| 19-11-2022 | 6ª/15ª giornata        | 25-3-2023 |
| 24-22      | Calvisano – Fiamme Oro | 15-24     |
| 26-43      | Lyons – Petrarca       | 24-38     |
| 11-27      | Mogliano – CUS Torino  | 26-19     |
| 31-17      | Rovigo – Valorugby     | 26-19     |
| 28-41      | Viadana – Colorno      | 29-28     |
|            |                        |           |
| 17-12-2022 | 9ª/18ª giornata        | 22-4-2023 |
| 13-30      | Colorno – Rovigo       | 7-66      |
| 3-31       | CUS Torino – Calvisano | 36-27     |
| 25-10      | Mogliano – Lyons       | 25-23     |
| 29-21      | Petrarca – Fiamme Oro  | 33-33     |
| 20-17      | Valorugby – Viadana    | 31-33     |

### Classifica
| Pos | Squadra    | G  | V  | N | P  | PF  | PS  | DP   | BMP | Pt |
| --- | ---------- | -- | -- | - | -- | --- | --- | ---- | --- | -- |
| 1   | Rovigo     | 18 | 14 | 0 | 4  | 617 | 322 | +295 | 15  | 71 |
| 2   | Petrarca   | 18 | 12 | 3 | 3  | 640 | 359 | +281 | 12  | 66 |
| 3   | Valorugby  | 18 | 11 | 2 | 5  | 491 | 405 | +86  | 13  | 61 |
| 4   | Colorno    | 18 | 11 | 0 | 7  | 488 | 414 | +74  | 12  | 56 |
| 5   | Fiamme Oro | 18 | 10 | 1 | 7  | 525 | 456 | +69  | 11  | 53 |
| 6   | Viadana    | 18 | 9  | 0 | 9  | 453 | 492 | −39  | 12  | 48 |
| 7   | Calvisano  | 18 | 8  | 1 | 9  | 368 | 414 | −46  | 6   | 40 |
| 8   | Lyons      | 18 | 4  | 0 | 14 | 346 | 461 | −115 | 9   | 25 |
| 9   | Mogliano   | 18 | 4  | 1 | 13 | 325 | 557 | −232 | 2   | 20 |
| 10  | CUS Torino | 18 | 3  | 0 | 15 | 350 | 723 | −373 | 8   | 20 |

### Spareggio retrocessione
| Arbitro: | Manuel Bottino (Roma) |

|                        |      |                |
| Aminu 27’ G. Avaca 55’ | mt   | 63’ Quaglia    |
| Fadalti 27’, 55’       | tr   | 63’ Roger      |
| Fadalti 10’, 72’, 79’  | c.p. | 21’, 42’ Roger |

## Play-off
|  | Semifinali | Semifinali | Semifinali | Semifinali |  |  | Finale   | Finale   | Finale |  |
|  |            |            |            |            |  |  |          |          |        |  |
|  | 4          | Colorno    | 19         | 15         |  |  |          |          |        |  |
|  | 1          | Rovigo     | 14         | 21         |  |  | Rovigo   | Rovigo   | 16     |  |
|  | 3          | Valorugby  | 17         | 16         |  |  | Petrarca | Petrarca | 9      |  |
|  | 2          | Petrarca   | 22         | 34         |  |  |          |          |        |  |

### Semifinali
| Arbitro: | Federico Vedovelli (Sondrio) |

|                            |      |                                 |
| Ferrara 48’                | mt   | 33’ Casado Sandri 38’ v. Reenen |
| Ceballos 48’               | tr   | 33’, 38’ Montemauri             |
| Ceballos 3’, 15’, 19’, 77’ | c.p. |                                 |

| Arbitro: | Gianluca Gnecchi (Brescia) |

|                    |      |                                  |
| Ortombina 56’, 65’ | mt   | 22’, 40+1’ De Sanctis 47’ Canali |
| Newton 56’, 65’    | tr   | 22’, 47’ Lyle                    |
| Newton 79’         | c.p. | 44’ Lyle                         |

| Arbitro: | Andrea Piardi (Brescia) |

|                          |      |                          |
| Cosi 17’ Stavile 19’     | mt   | 50’ Ceballos 64’ Fabiani |
| Montemauri 17’           | tr   | 64’ Ceballos             |
| Montemauri 40’, 51’, 56’ | c.p. | 35’ Ceballos             |

| Arbitro: | Clara Munarini (Parma) |

|                                                  |      |                      |
| Cugini 53’ Spagnolo 59’ tecnica 69’ Bizzotto 76’ | mt   | 7’ Colombo           |
| Lyle 53’, 59’, 76’                               | tr   | 7’ Newton            |
| Lyle 12’, 17’                                    | c.p. | 38’, 45’, 56’ Newton |

### Finale
| Arbitro: | Gianluca Gnecchi (Brescia) |

| |              | |
| Stávile 31’ | mt           | |
| Montemauri 31’ | tr           | |
| Montemauri 6’, 50’ | c.p.         | 16’, 25’, 45’ Lyle |
| Montemauri 79’ | drop         | |
| · Diederich · Sarto · Tavuyara · v. Reenen · 31’ Moscardi · 71’ Montemauri · 70’ Chillon · Casando Sandri · 77’ Cosi · Stávile · Lindsay · 49’ Steolo · 22’ Swanepoel · 49’ 80’ Giulian · 61’ N. Quaglio | Formazioni   | · Lyle · Esposito · De Masi 53’ · Broggin · De Sanctis · Faiva · Tebaldi 70’ · Trotta · Nostran · Casolari 61’ · Panozzo 59’ · Galetto 67’ · Hughes 67’ · Cugini 61’ · Spagnolo 67’ |
| · 49’ 80’ Ferraro · 61’ Leccioli · 22’ Pomaro · 49’ Ferro · 77’ Lubian · 70’ Bazan Vélez · 31’ Uncini · 59’ Sironi                                                                                       | Sostituzioni | · Borean 67’ · Carnio 61’ · Bizzotto 67’ · Michieletto 61’ · Ghigo 59’ · Citton 70’ · Capraro 53’ · Montagner 67’                                                                   |
| Alessandro Lodi | Allenatori   | Andrea Marcato |

## Verdetti
- Rovigo: campione d'Italia.
- CUS Torino: retrocessa in serie A.